# Manuel Aaron
Manuel Aaron (* 30. Dezember 1935 in Toungoo, British Burma) ist ein indischer Schachspieler. Er wurde 1961 der erste Internationale Meister Indiens und gehörte von den 1960er Jahren bis in die 1980er Jahre zu den führenden Spielern Indiens. Er machte in Indien das international verbreitete Schach populär, während bis dahin überwiegend traditionelle, regionale Varietäten gespielt wurden.

## Leben
Manuel Aaron wurde in Toungoo in der damaligen Kolonie Birma als Sohn indischer Eltern geboren. Er wuchs in Tamil Nadu auf, wo er die Schullaufbahn durchlief und einen Bachelor of Science an der Allahabad Universität erwarb.
Zwischen 1959 und 1981 wurde er neunmal indischer Meister, wobei es ihm gelang, diesen Titel zwischen 1969 und 1975 fünfmal in Folge zu erreichen. Die Meisterschaften von Tamil Nadu, welche sich in dieser Zeit zum indischen Zentrum des Schachspiels entwickelte, gewann er insgesamt elfmal.
Manuel Aaron gewann 1961 das Zonenturnier der Zone 9 (Asien und Ozeanien) und qualifizierte sich damit für das Interzonenturnier Stockholm 1962. In der Vorrunde West- und Zentralasien war außer Aaron mit dem Mongolen Suren Momo nur ein weiterer Bewerber am Start, diesen besiegte er in einem Match über vier Partien mit 3:1. Nach diesem Sieg wurde Aaron im selben Jahr der Titel eines Internationalen Meisters verliehen. Gegen den Australier Cecil Purdy, der die Vorrunde Ostasien und Ozeanien gewann, siegte Manuel Aaron mit 3:0. 1961 erhielt er den Arjuna Award, ein indischer Preis, der außergewöhnlichen Sportlern verliehen wird. Er war der erste Schachspieler, der diesen Preis erhielt. 1962 nahm er am Interzonenturnier in Stockholm teil. Dort landete er auf dem letzten Platz, besiegte allerdings die Großmeister Lajos Portisch und Wolfgang Uhlmann. In den folgenden Jahren nahm er an weiteren Turnieren teil und erzielte unter anderem im Commonwealth Championship 1984 den vierten Platz.
Manuel Aaron nahm mit der indischen Nationalmannschaft an den Schacholympiaden 1960, 1962 und 1964 sowie an den asiatischen Mannschaftsmeisterschaften 1977 und 1981 teil.
Anfang der 1980er Jahre war Manuel Aaron Redakteur der Zeitschrift Chess in India, die vierteljährlich erschien.